# بنك تشيلي المركزي

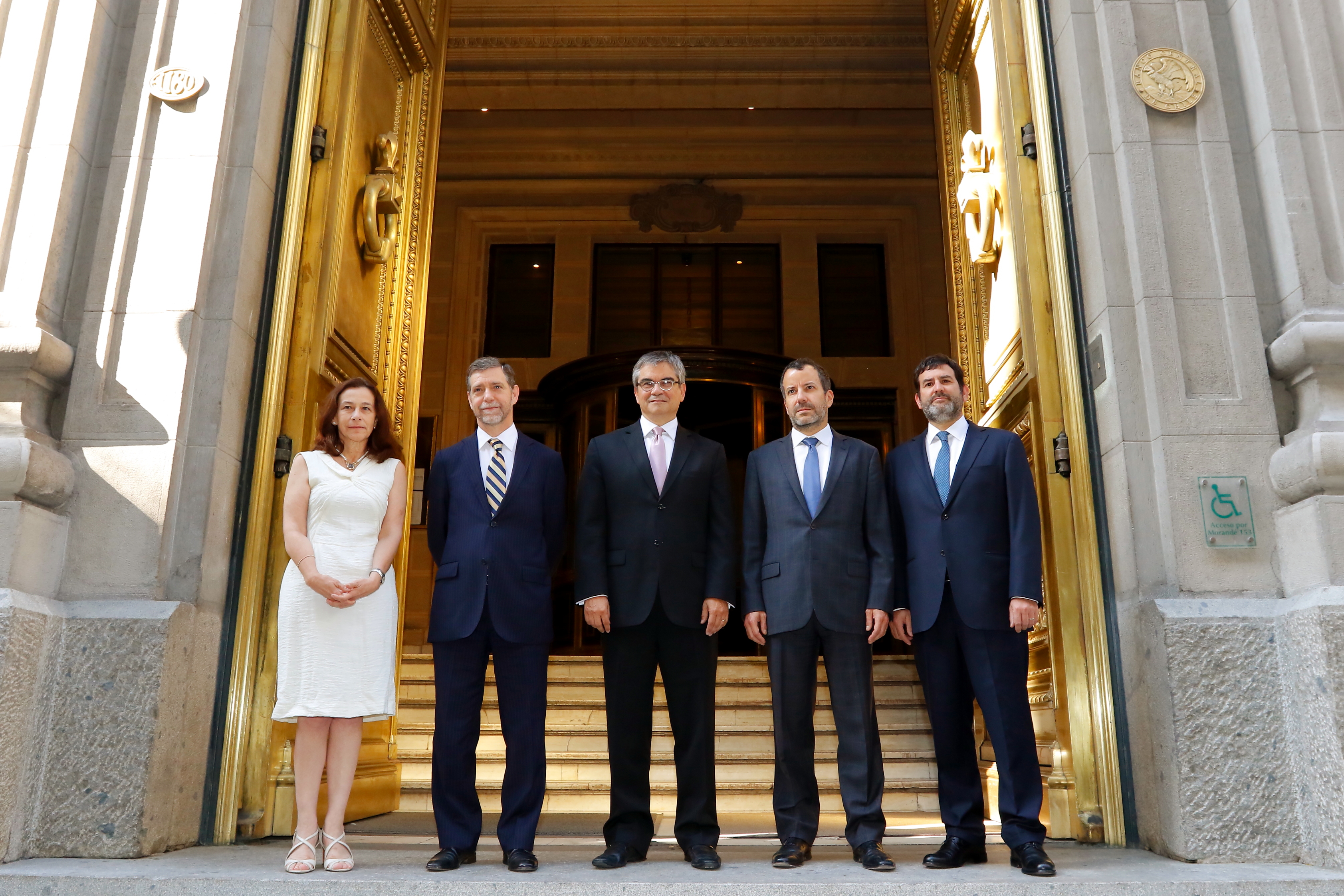
مجلس البنك المركزي التشيلي. روزانا كوستا، خواكين فيال، ماريو مارسيل، بابلو غارسيا، ألبرتو ناودون. مارس 2018.

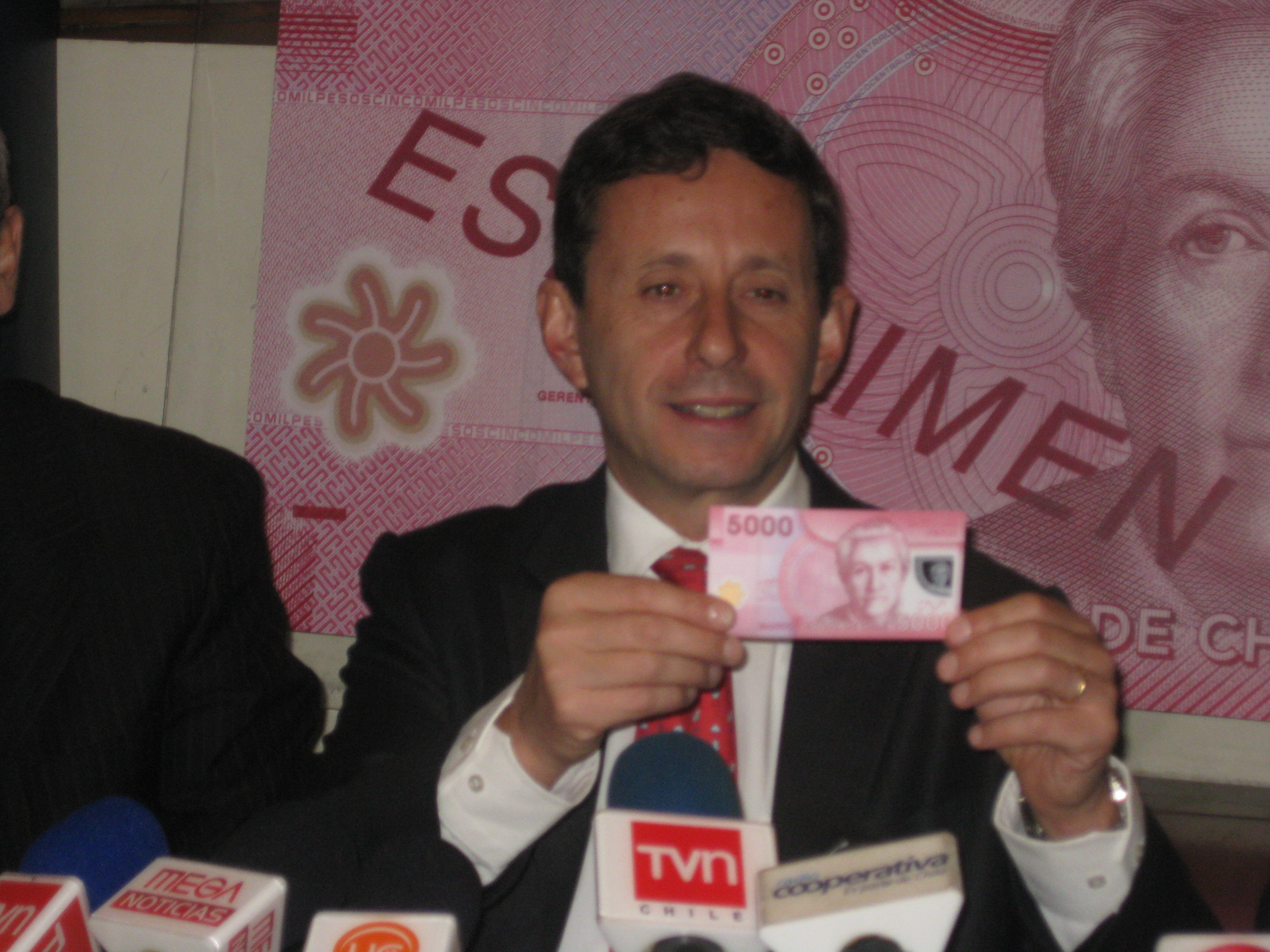
رئيس البنك المركزي خوسيه دي غريغوريو يعرض بيزو تشيلي الجديد عام 2009.

بنك تشيلي المركزي (بالإسبانية: Banco Central de Chile)‏ هو البنك المركزي لدولة تشيلي. تم إنشاؤه أصلاً عام 1925 وهو مدرج في التيار الدستور التشيلي كمؤسسة مستقلة من مرتبة دستورية. وتسترشد سياسته النقدية حالياً بنظام استهداف التضخم.

## روابط خارجية
- الموقع الرسمي